# Salon.com
Salon.com – amerykański serwis informacyjno-opiniotwórczy. Portal publikuje aktualności, raporty i krytykę polityczną oraz informacje ze świata biznesu, rozrywki i techniki.
Witryna została założona w 1995 roku. 
W ciągu miesiąca portal odnotowuje ponad 10 mln wizyt (stan na 2020 rok). W rankingu Alexa był notowany globalnie na miejscu: 3727 (grudzień 2020), w Stanach Zjednoczonych: 891 (grudzień 2020). 